# Farbiarnia w Fezie

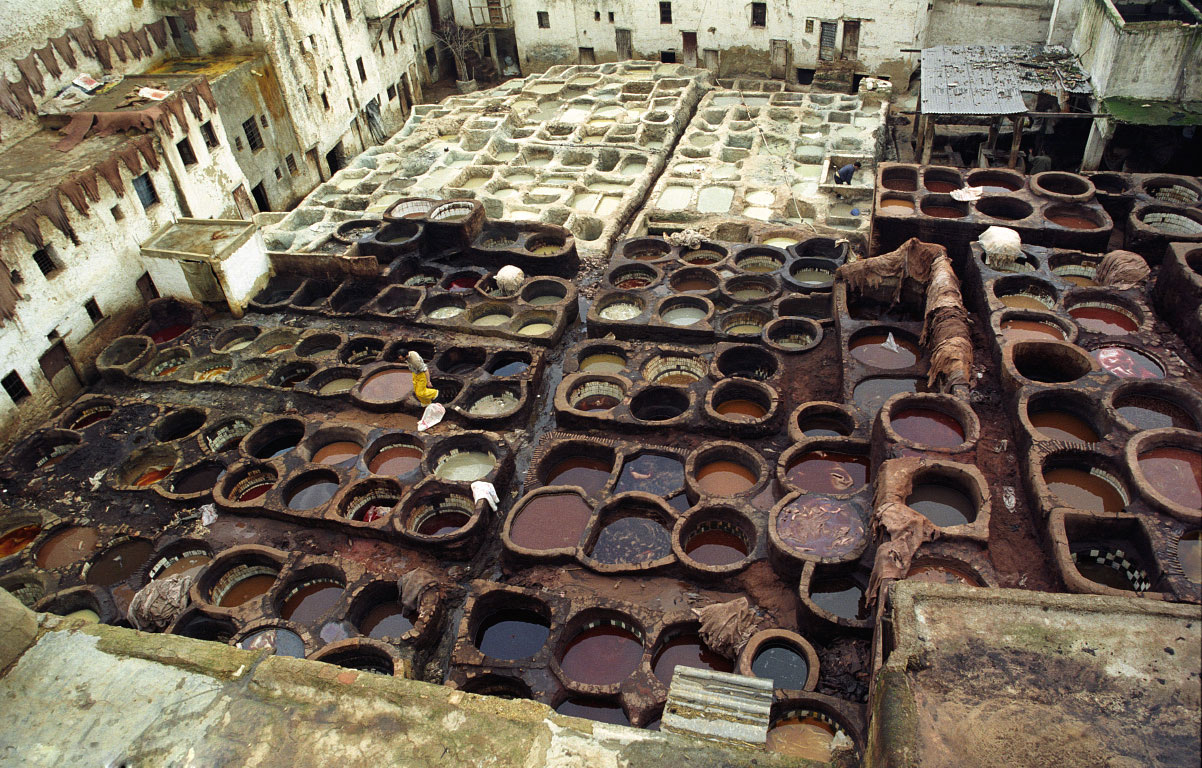
Garbarnia i farbiarnia skór w Fezie

Farbiarnie w Fezie – zakłady, w których barwione są rozprowadzane na cały świat tkaniny i wyroby skórzane. Już w XIX w. brytyjska arystokracja wysyłała do Maroka do oprawienia w skórę całe księgozbiory. W farbiarniach barwi się skórzane paski, buty, torby, kurtki z niezwykle miękkiej skóry itp. Barwi się także wyroby haftowane i inne arcydzieła rękodzielnicze. Zakłady funkcjonują nierozłącznie ze znanymi również z Fezu garbarniami.
Farbiarnie położone są na placach, pośród zabytkowych zabudowań, na których umieszczone są rozpostarte obok siebie – niczym plastry miodu – rzędy stągwi wypełnionych kolorowymi mieszankami. Zakłady wykorzystują naturalne barwniki m.in. na bazie henny, mięty, czy szafranu. Mieszanka danego barwnika i gołębich odchodów (stosowanych w celu zmiękczenia skór jagnięcych czy wielbłądzich) udeptywana jest przez charakterystycznie wyglądających mężczyzn w krótkich spodenkach. Zawód farbiarza jest dziedziczny i dobrze płatny – lecz ciężki i wymagający dużego, codziennego wysiłku.
Obiekt przyciąga liczne rzesze turystów ze względu na niezwykły efekt wizualny, jaki tworzą kadzie, wypełnione maziami rozmaitych kolorów. Często przedstawiane są one na zdjęciach i plakatach, szczególnie w perspektywie z lotu ptaka (na papierze czy w pliku graficznym) ukazując niezwykłą mozaikę kolorów i kształtów.